# Doudlebská archa
Doudlebské archa je soubor tří oboustranně malovaných desek, které byly součástí křídlového oltáře z roku 1494, jehož střed patrně tvořila skříň se sochou Piety. Ta byla umístěna v kapli sv. Barbory v sousedství kostela sv. Vincence v Doudlebech, ale roku 1993 byla odcizena. Tento neúplně zachovaný oltář je nejkvalitnějším souborem pozdně gotických maleb ve sbírce Alšovy jihočeské galerie v Hluboké nad Vltavou.

## Historie
Doudleby byly sídlem děkanátu již od roku 1143. Pochází odtud Madona doudlebská (1440, Národní galerie Praha). Desky oltáře byly užity jako výplň varhanní skříně ve farním kostele sv. Vincence (dostavěn 1494) a nalezeny při její opravě. Odtud se dostaly do sbírky Antonína Matouše. Roku 1890 je od něj zakoupilo Městské muzeum v Českých Budějovicích a roku 1953 byly převedeny do sbírky Alšovy jihočeské galerie v Hluboké nad Vltavou.

## Popis a zařazení
Tři oboustranně malované dřevěné desky o rozměrech 103 x 94, 94 x 93 a 94 x 95 cm. Jedno z křídel oltáře chybí, ostatní byla druhotně seříznuta. Malba temperou na křídovém podkladu s detailní černou podkresbou. Barevná vrstva je na několika místech poškozena a nahrazena retušemi. Restaurovali Johann Wodiczka (1923), Bohuslav Slánský (1936) a Ludmila Slánská (1949).
Oltář pochází z jihoněmecké malířské dílny (Norimberk) a je ovlivněn nizozemskou malbou. Nápadná kresebnost obrazů je vysvětlována rozsáhlým využitím grafických předloh různých autorů (Martin Schongauer, Monogramisté E.S., FVB, AG, Václav Olomoucký, Israhel van Meckenem, Alaert du Hamel). Téměř všechny figurální typy lze odvodit z okruhu dílny Michaela Wolgemuta, zejména z jeho oltářů ve Zwickau a Straubingu. S Wolgemutem se autor shoduje také zálibou v brokátových látkách a vynecháním svatozáří (s jedinou výjimkou u Marie ve výjevu Narození Páně).
Postavy jsou vyobrazeny v bohatých oděvech odpovídajících dobové nizozemské módě. Komunikují pohledem a gesty rukou mezi sebou a obracejí se také k divákovi. Předností díla je síla výrazu a citové zaujetí námětem. Některé typy tváří se opakují. Na pozadí jsou konstrukce interiérů nebo pohledy do imaginární krajiny se skalami, horami a budovami, doplněné detaily odpozorovanými z přírody.
Oltářní křídla, ukazující výjevy z Mariina života, patrně doplňovala v kostele dodnes zachovanou řezanou sochu Piety, která tvořila střed oltáře. Na zavřených křídlech jsou pašijové náměty. Dvojice desek po obou stranách oltářní skříně byly podle Pešiny uspořádány následovně (shora dolů, zleva doprava): 1. Narození Páně / Poslední večeře, 2. Chybějící křídlo (patrně Klanění tří králů / Kristus na hoře Olivetské), 3. Smrt Panny Marie / Nesení kříže, 4. Seslání Ducha svatého / Ukřižování

### Narození Páně
Ve scéně Narození Páně leží dítě na hromádce sena ve tvaru mandorly na holé zemi mezi Marií a Josefem. Klečící Panna Maria s rukama v údivném gestu má svatozář vyznačenou jednoduchou rytou kruhovou linií. Mačkané záhyby Mariina pláště odpovídají dobovým grafickým předlohám. V pozadí okny nahlížejí pastýři. Vpravo je most s gotickou věží a hradby města Betlém, okno ve stěně zřícené chýše je románské .

### Smrt Panny Marie
Panna Marie spočívá na nízkém diagonálně postaveném loži a pravou rukou se dotýká svíce. Obklopuje ji dvanáct apoštolů, z nichž vyniká vlevo sedící sv. Ondřej s knihou v bohatém červeném plášti, apoštol s kadidelnicí v růžovém plášti a za ním stojící sv. Bartoloměj s odvráceným obličejem. Apoštol Petr v bílé albě a zlatém pluviálu sepnutém sponou stojí za hlavou Panny Marie. Také oděvy ostatních apoštolů jsou zhotoveny z drahých látek, v nichž se uplatňuje zlatá barva a brokátový vzor. Nešetrným seříznutím horní části desky byly poškozeny některé tváře. Na lemu pláště apoštola Ondřeje je uveden letopočet 1494.

### Seslání Ducha svatého
Holubice, představující Ducha svatého, se vznáší v okně, jehož výklenek je ozdoben tordovanými sloupky a soškami Archanděla Gabriela a Panny Marie a propojuje tak výjev se Zvěstováním. Panna Marie s rozevřenou knihou sedí uprostřed mezi dvanácti apoštoly, oděná do zlatého šatu a modrého pláště, s hlavou zavinutou v bílé roušce. Stínování oděvů je místy doplněno šrafurou.

### Poslední večeře
Ježíš, obklopen apoštoly, sedí za stolem s obětním beránkem, chlebem a vínem. Po jeho pravici je sv. Petr, pod levou rukou v zeleném plášti odpočívající sv. Jan Evangelista. Jidášovi, který sedí naproti němu, podává hostii jako symbol mešní nekrvavé oběti. V pozadí okna s průhledem do skalnaté krajiny.

### Nesení kříže
Obraz zachycuje páté zastavení křížové cesty, kde Kristovi, který pod tíhou kříže klesl na koleno, pomáhá Šimon Kyrénský. Za ním stojí Panna Maria a sv. Jan. Malý chlapec, nesoucí kyj, dělá na Krista posměšný posunek. Voják v přilbici a žlutém kabátci, který drží provaz uvázaný kolem Kristova pasu, nese v levé ruce hřeby, jimiž bude přibit na kříž. Biřic v brnění a s kopím drží Krista za vlasy. Krajina v pozadí je kamenitá a pustá.

### Ukřižování
Ukřižování s jedním křížem ve tvaru T a osmi stojícími figurami je zasazeno do kopcovité krajiny s opevněným městem (Jeruzalém) uprostřed. Ježíš je vyobrazen s vlající bederní rouškou a mohutnými prameny krve prýštícími z ran. Na levé straně stojí v popředí Panna Maria podpíraná sv. Janem a odvrací tvář. Provázejí ji dvě Marie. Na opačné straně stojí setník v zeleném plášti s rudou podšívkou a stříbrném brnění, který se opírá o meč a pravou rukou ukazuje na Mesiáše. V pozadí je vidět kopí, kterým Longin probodl Ježíšův bok.